# Диярб-Нигм
Диярб-Нигм (араб. ديرب نجم‎) — город на севере Египта, расположенный на территории мухафазы Шаркия.

## Географическое положение
Город находится на западе мухафазы, в восточной части дельты Нила, на расстоянии приблизительно 16 километров к северо-северо-западу (NNW) от Эз-Заказика, административного центра провинции. Абсолютная высота — 12 метров над уровнем моря.

## Демография
По данным переписи 2006 года численность населения Диярб-Нигма составляла 53 384 человек.
Динамика численности населения города по годам:
| 1996   | 2006   |
| ------ | ------ |
| 43 507 | 53 384 |

## Транспорт
Ближайший крупный гражданский аэропорт — Международный аэропорт Каира.